# Songs for beginners
Songs for beginners is het eerste soloalbum van de Engelse singer-songwriter Graham Nash. De muziek van Songs for beginners werd opgenomen in de Wally Heiders Studio III (in Los Angeles) en Studio “C“ (in San Francisco). De albumhoes werd ontworpen door Gary Burden.
Op het album spelen tevens Neil Young - onder het pseudoniem "Joe Yankee" - en David Crosby, met wie hij deel uitmaakt van de supergroep Crosby, Stills, Nash & Young (CSNY). Deze groep had indertijd een korte pauze ingelast en in de zomer van 1971 werden de soloalbums Songs for beginners, If I could only remember my name (van Crosby) en Stephen Stills (van Stephen Stills) uitgegeven. Atlantic Records bracht Nash' album op 28 mei 1971 uit, zeven weken na de uitgave van het CSNY-livealbum 4 way street.
Nash was eigenlijk niet van plan om een album op te nemen, maar het stranden van zijn relatie met zangeres Joni Mitchell inspireerde hem tot het schrijven van de liedjes "Better days", "Simple man" en "I used to be king". Hij schreef "Simple man" op de dag dat Mitchell en hij uit elkaar gingen en speelde het dezelfde avond tijdens een concert met Crosby, Stills en Young. De protestliedjes "Chicago" en "Military madness" werden als singles uitgebracht.
Hij bereikte met dit album de vijftiende plaats in de Amerikaanse hitlijst, de dertiende plaats in de Britse en Noorse hitlijst en de vierde plaats in de Nederlandse hitlijst. Songs for Beginners werd in de Verenigde Staten meer dan een miljoen keer verkocht en leverde zo Nash een gouden plaat op.
Op 23 september 2008 gaf Rhino Records het album op cd/dvd uit.

## Tracklist
Nash schreef alle liedjes; "Be yourself" schreef hij samen met Terry Reid.

### Kant A
1. "Military madness" (2:50)
2. "Better days" (3:47)
3. "Wounded bird" (2:09)
4. "I used to be a king" (4:45)
5. "Be yourself" (3:03)

### Kant B
1. "Simple man" (2:05)
2. "Man in the mirror" (2:47)
3. "There's only one" (3:55)
4. "Sleep song" (2:57)
5. "Chicago" (2:55)
6. "We can change the world" (1:00)

## Musici
Onderstaand overzicht is mogelijk nog niet compleet.
"Military madness"
- Graham Nash - akoestische gitaar, zang
- Rita Coolidge - achtergrondzang
- Calvin Samuels - basgitaar
- Johnny Barbata - drums
- Dave Mason - elektrische gitaar
- Joel Bernstein - piano
- Pat Arnold - achtergrondzang
- Dallas Taylor - drums
- Seemon Posthuma (van The Fool) - basklarinet

"Better days"
- Graham Nash - akoestische gitaar, zang, orgel, piano
- Rita Coolidge - achtergrondzang
- Calvin Samuels - basgitaar
- Larry Cox - geluidseffecten
- Joe Yankee - piano

"Wounded bird"
- Graham Nash - akoestische gitaar, zang

"I used to be a king"
- Graham Nash - akoestische gitaar, zang
- Johnny Barbata - drums
- David Crosby - elektrische gitaar
- Jerry Garcia - steelgitaar
- Phil Lesh - basgitaar

"Be yourself"
- Graham Nash - akoestische gitaar, zang
- Calvin Samuels - basgitaar
- Johnny Barbata - drums
- Rita Coolidge - piano

"Simple man"
- Graham Nash - zang, piano
- Rita Coolidge - achtergrondzang
- Dorian Rudnytsky - cello
- David Lindley - fiddle

"Man in the mirror"
- Graham Nash - akoestische gitaar, zang
- Chris Ethridge - basgitaar
- Johnny Barbata - drums
- Jerry Garcia - steelgitaar
- Joe Yankee - piano

"There's only one"
- Graham Nash - akoestische gitaar, zang
- Clydie King - achtergrondzang
- Dorothy Morrison - achtergrondzang
- Rita Coolidge - achtergrondzang, piano
- Shirley Matthews - achtergrondzang
- Vanetta Fields - achtergrondzang
- Chris Ethridge - basgitaar
- Johnny Barbata - drums
- Larry Cox - geluidseffecten
- Bobby Keys - saxofoon

"Sleep song"
- Graham Nash - akoestische gitaar, zang
- Dorian Rudnytsky - cello

"Chicago"
- Graham Nash - akoestische gitaar, zang, orgel, piano, tamboerijn
- Clydie King - achtergrondzang
- Dorothy Morrison - achtergrondzang
- Rita Coolidge - achtergrondzang
- Shirley Matthews - achtergrondzang
- Vanetta Fields - achtergrondzang
- Chris Ethridge - basgitaar
- Johnny Barbata - drums

"We can change the world"
- Graham Nash - akoestische gitaar, zang, piano, tamboerijn
- Clydie King - achtergrondzang
- Dorothy Morrison - achtergrondzang
- Rita Coolidge - achtergrondzang
- Shirley Matthews - achtergrondzang
- Vanetta Fields - achtergrondzang
- Chris Ethridge - basgitaar
- Johnny Barbata - drums
- Larry Cox - geluidseffecten